# Monument aux morts du 8 août 1848
Le monument aux morts du 8 août 1848  (monumento ai caduti dell'8 agosto 1848 en italien), également connu sous le nom de Popolano, est une statue en bronze située sur la Piazza VIII Agosto (it) à l'entrée du jardin de la Montagnola à Bologne, en Italie. Elle a été réalisée par Pasquale Rizzoli en 1903 en mémoire du jour où le peuple bolonais a expulsé les Autrichiens de la ville.

## Histoire
En 1895, un comité est créé pour décider du lieu et de la forme à donner au monument. Il organise un premier concours, remporté par Carlo Monari (1831-1918). Celui-ci propose un obélisque à la base duquel se trouve un lion blessé. Ce projet est cependant rejeté par le conseil municipal parce qu’il évoque plus une défaite qu’une victoire. Le lieu est l’objet de longue discussions ; il est finalement choisi avec le premier référendum de l’histoire de la ville.
Après un nouveau concours qui voit la participation de neuf artistes, le Popolano de Pasquale Rizzoli (1871-1853) est sélectionné avec quelques modifications demandées par le comité. La version finale représente un jeune homme torse nu brandissant un drapeau arraché à l’ennemi, et un Autrichien mort renversé sur le piédestal, recouvert des restes de la bataille. Un lion en haut-relief sur la base simbolise la force et la liberté.
L’inauguration du monument est d’abord prévue pour le matin du 8 août 1903. Les affiches sont déjà apposées quand les associations catholiques annoncent leur participation alors qu’elles n’étaient pas invitées. Pour protester, l’Union socialiste organise une manifestation pour l’après-midi, avec l’adhésion des sociétés ouvrières. La commune est contrainte de demander au comité de repousser l’inauguration.
La cérémonie a finalement lieu le 20 septembre, avec entre autres la participation de la loge maçonnique « VIII Agosto » (« VIII août »), qui inaugure un nouveau temple via Cesare Bianchetti dans l’après-midi.
Le monument est critiqué par l’ingénieur Giuseppe Ceri (1839-1925), alors célèbre auprès des Bolonais pour sa connaissance pointue de la ville et son journal La Striglia, dans lequel il critique un « faux » symbole montrant un « peuple arrachant un drapeau d’un ennemi mort à terre, déjà cadavre en décomposition »,,. Malgré les critiques, le monument devient un symbole moderne et reconnu de Bologne.
Pendant la Seconde Guerre mondiale, Rizzoli, alors très vieux, craint la destruction du monument, tant des bombes alliées que des Allemands qui pourraient le voir comme un geste de rébellion contre leur domination.